# Баженовська світа

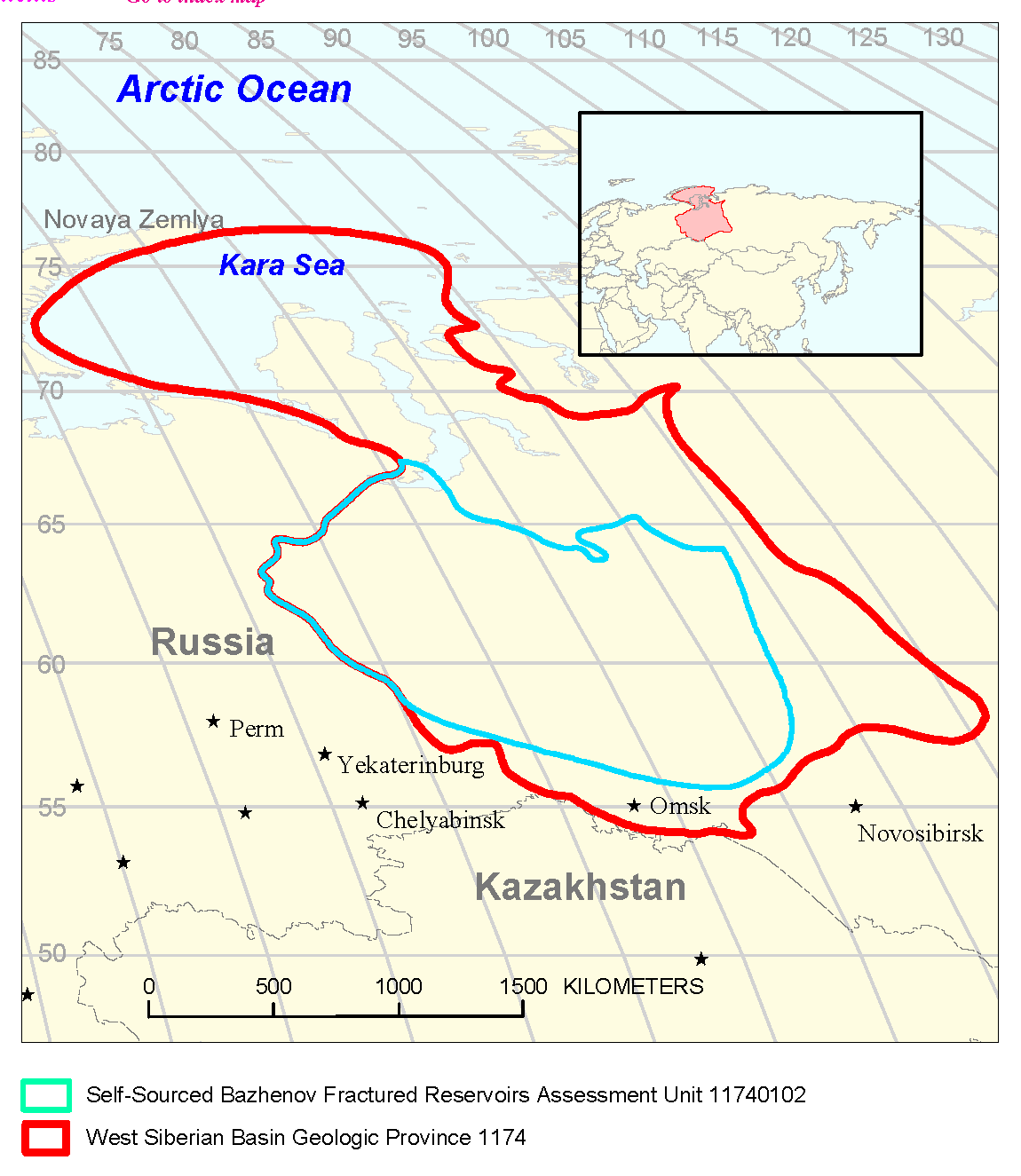
Баженовська світа (синій контур) на фоні Західно-Сибірської нафтогазоносної провінції (червоний контур, код usgs 1174).

Баженовська світа (бажени;— найбільше в РФ джерело видобутку нетрадиційної нафти. Місце розташування — Західно-Сибірська нафтогазоносна провінція. Колектор являє собою, по-перше, сланцеві відклади і, по-друге, високопродуктивні нафтові лінзи. Нафтоносні відклади залягають на глибині 600 м і розповсюджуються до глибини 3800 м. У рамках Баженовської світи відомо близько 70 родовищ нафти.